# 假面騎士AMAZON
《假面騎士亞馬遜》是1974年（昭和49年）10月19日～1975年（昭和50年）3月29日，於每日放送、朝日電視台（當時名稱為NET電視台）電視網在每週六19：30～20：00播映，由東映所製作的特攝電視影集，亦為劇中登場的超人英雄名稱。

## 特徵
本片為「假面騎士系列」第四作。男主角在大自然的荒野環境中成長，劇中有特攝作品少見充滿野性的撕咬動作，與被撕裂的怪人血液四處飛濺等畫面，在假面騎士系列中可說是獨樹一格，亦為主要必殺技非「騎士踢」的第一位假面騎士。
這是從強調假面騎士「改造人」部分的「機械生化人」設定等企圖開創新局，卻事與願違只播了半年就下檔的前作《假面騎士X》得到反省，因而以回歸第一作《假面騎士》首季（舊1號篇）的原點「異形英雄的活躍，充滿神秘的正統派怪奇動作片」為目標。因此產生了前述中亞馬遜的強烈角色特性，以及呈現出的激烈動作招式。
加上將動物與昆蟲特性融入的獸人造型設計，綁走人類並取血殺害的邪惡組織「蓋頓」的血腥怪異性，都讓當時的觀眾大為驚訝。而出生未久就在南美亞馬遜叢林遇難，被野獸養育成人而不通人語，在完全無法理解文明的狀況下獨自來到日本，還遭到周圍的誤解，卻仍然得獨自與蓋頓戰鬥的主角假面騎士亞馬遜＝山本大介的悲哀，這樣的故事也是一大魅力。以前述內容為基礎的本作前兩集的影像與劇本完成度極高，包括助理導演長石多可男在內的東映變身英雄最大野心作《閃電人F》主要製作群，成為本作的製作核心人馬，結果也使得本片在歷代假面騎士作品中，成為屈指可數的異色之作。

## 製作群
- 原作：石森章太郎
- 連載：、幼稚園、冒険王
- 企画：平山亨、阿部征司（東映）
- 編劇：大門勲、鈴木生朗、伊上勝、村山庄三、松岡清治
- 導演：塚田正熙、山田稔、内田一作、田口勝彦、折田至
- 助理導演：長石多可男
- 技鬥（武術指導）：高橋一俊
- 音樂：菊池俊輔
- 製作：毎日放送、東映

## 主要角色／演員
- 山本大介／假面騎士亞馬遜（變身後配音）：岡崎徹
- 立花藤兵衛：小林昭二
- 村正彥：松田洋治
- 村律子：松
- 鼴鼠獸人（配音）：槐柳二
- 長老巴格：明石潮
- 高坂博士：北原義郎
- 十面鬼戈爾哥斯（配音）：沢
- 傑洛大帝：中田博久
- 卡蘭達帝國支配者（配音）：阪脩
- 旁白：納谷悟朗、中江真司（僅第1集預告）

## 動作演員
- 假面騎士亞馬遜：新堀和男、中屋敷鉄也
- 鼴鼠獸人：小沢章治、石塚信之
- 獸人、赤、黒、人面岩：湯川泰男、前田直高、河原崎洋夫、天野正登　等大野剣友会成員

## 主題歌
- 片頭曲：（SCS-242）

作詞：石森章太郎　作曲：菊池俊輔　演唱：子門真人
- 片尾曲：（SCS-242）

作詞：八手三郎　作曲：菊池俊輔　演唱：子門真人、哥倫比亞搖籠會
第1～14集採用第一段歌詞，15集之後因劇中蓋頓消滅而變更為第二段。
本作與系列前作同樣，包括製作了10首以上正副主題歌、插曲在內的歌曲，但特別的是，首次出現了由小林昭二飾演的「立花藤兵衛」一角主題曲，並由他自己擔任演唱。不過此曲並未用於本作，而是在下一部作品《假面騎士強人》中首度使用。